# Kanton Saint-Hilaire-du-Harcouët
27/21
Kanton Saint-Hilaire-du-Harcouët (francouzsky Canton de Saint-Hilaire-du-Harcouët) je francouzský kanton v departementu Manche v regionu Normandie. Při reformě kantonů v roce 2014 je sestaven z 27 obcí, do té doby sestával z 12 obcí. V květnu 2016 ho tvořilo 21 obcí (vzhledem k procesu slučování některých obcí).

## Obce kantonu
- Argouges
- Buais-les-Monts [p 1]
- Carnet
- La Croix-Avranchin
- Grandparigny [p 2]
- Hamelin
- Lapenty
- Les Loges-Marchis
- Le Mesnillard
- Montanel
- Montjoie-Saint-Martin
- Moulines
- Saint-Aubin-de-Terregatte
- Saint-Brice-de-Landelles
- Saint-Hilaire-du-Harcouët [p 3]
- Saint-James
- Saint-Laurent-de-Terregatte
- Saint-Senier-de-Beuvron
- Savigny-le-Vieux
- Vergoncey
- Villiers-le-Pré